# دانشگاه حلب
دانشگاه حلب (به عربی: جامعة حلب) دانشگاهی دولتی و یکی از بزرگ‌ترین دانشگاه‌های جمهوری عربی سوریه است. دانشگاه حلب در سال ۱۹۵۸ میلادی، تأسیس شد.

## بمب‌گذاری در دانشگاه حلب
در تاریخ ۱۵ ژانویه ۲۰۱۳ میلادی، دو انفجار پی‌درپی در محل خوابگاه‌های دانشجویی و دانشکده معماری دانشگاه حلب روی داد که بر اثر آن حداقل ۸۲ نفر کشته و ۱۶۲ نفر زخمی شدند.
هیچ‌کدام از گروه‌های مسلح درگیر در جنگ داخلی سوریه مسئولیت انفجارها را نپذیرفته‌اند و دولت را به دست‌داشتن در این انفجارها متهم می‌کنند. این در حالی‌ست که ارتش سوریه انفجار دانشگاه حلب را ناشی از پرتاب دو خمپاره توسط «تروریست‌های» اعلام کرد. پس از این واقعه دانشگاه حلب برای همیشه تعطیل شد.